# Messiah (videogioco)
Messiah è un videogioco di avventura dinamica tridimensionale in terza persona sviluppato dalla Shiny Entertainment e pubblicato dalla Interplay nel 2000 per Windows.
Il giocatore controlla Bob, un cherubino con l'aspetto di un putto, inviato da Dio per ripulire la terra dalla corruzione e dal peccato. Il piccolo angelo ha la capacità di prendere il controllo delle persone e in tal caso anche di usare armi e violenza.

## Trama
Il gioco è ambientato in un futuro distopico, in una oscura metropoli.
Dopo aver sconfitto un super-umano geneticamente modificato, a Bob viene chiesto di tornare da Dio. Questi lo avverte dicendogli che, se gli umani continueranno a interferire con le sue creazioni, non ci sarà più posto per lui sulla terra e lascerà gli uomini al loro destino.
Bob rifiuta e questo attrae l'attenzione del Diavolo, che guida Bob e tenta di condurlo fuori strada. Mentre la storia va avanti, diventa abbastanza evidente che il Diavolo rappresenta  la corruzione sulla Terra. Tocca allora a Bob il compito di fermare questa corruzione.

## Modalità di gioco
Mentre Bob è nella sua forma di cherubino, è indifeso e facilmente annientabile. Tuttavia, può possedere forme di vita saltando sul loro corpo. La forma di vita principale è l'essere umano e Bob spenderà molto tempo saltando da un essere umano a un altro. Altri esempi includono ratti, cyborg e alieni. A livello di difficoltà alto, Bob può possedere un altro corpo solo quando il bersaglio non è cosciente della sua presenza, difficoltà che aggiunge degli elementi stealth al gioco.
Una volta preso il controllo di un estraneo, può interagire con l'ambiente e i personaggi non giocanti usando interruttori, armi e combattere anche senza armi. Alcuni interruttori possono essere utilizzati solamente da un essere umano specifico; per esempio è richiesto uno scienziato per entrare nel laboratorio, oppure soltanto un lavoratore anti-radioattivo può sopravvivere vicino a materiale nucleare; questi elementi formano le basi per i rompicapi del gioco. Altre funzionalità del gioco sono le ali di Bob: può usarle infatti per accedere a zone inaccessibili per gli esseri umani.
Molti esseri umani ignorano Bob, o gli complicano la vita. La polizia e gli agenti di vigilanza spareranno a vista contro Bob, come pure i Chots, una razza umanoide sempre in contrasto con la polizia, per ragioni non chiare.
Man mano che Bob va avanti nel gioco, si fa una reputazione; una cattiva reputazione presso la polizia, come annunciato da questo comunicato nel gioco:

## Curiosità
L'effetto sonoro "uff" pronunciato dal cherubino è stato poi riutilizzato senza permesso dal videogioco Roblox, causando controversie legali.